# جون نيستروم
جون نيستروم هو سباح سويدي، ولد في 16 نوفمبر 1975 في Sollefteå ‏ في السويد.

## وصلات خارجية
- جون نيستروم على موقع أوليمبيديا (الإنجليزية)
- جون نيستروم على موقع اللجنة الأولمبية السويدية (السويدية)